# ハミシュ・カーター
ハミシュ・カーター（Hamish Clive Carter、ONZM、1971年4月28日 - ）は、ニュージーランド・オークランド出身のトライアスロン選手である。アテネオリンピック男子トライアスロンの金メダリストである。
オークランド・グラマー・スクール卒業。高等学校時代はボート選手として活躍。ニュージーランド高等学校ボート選手権にて最高賞のマディーカップを受賞。しかし上位部門で活躍できるほど能力はないと感じボートを止めトライアスロンへ転身した。
2002年開催のコモンウェルスゲームズにて銅メダルを獲得。2004年開催のアテネオリンピックでは金メダルを獲得した。2006年開催の世界選手権大会では銀メダルを獲得した。
2005年にスポーツ界への貢献、トライアスロンへの貢献によりニュージーランド・メリット勲章を授与されている。
2007年3月6日に、競技生活からの引退を表明した。

## 実績
- 2000年シドニーオリンピック 26位
- 2002年コモンウェルスゲームズ 銅メダル
- 2004年アテネオリンピック 金メダル
- 2006年世界選手権大会 銀メダル